# Kailarsenia godefroyana
Kailarsenia godefroyana là một loài thực vật có hoa trong họ Thiến thảo. Loài này được (Kuntze) Tirveng. mô tả khoa học đầu tiên năm 1983.